# 吴飞 (足球运动员)
吴飞（1989年7月2日—）是一名现役中国职业足球运动员，场上位置是守门员，效力于中甲球队武汉三镇。

## 俱乐部履历

### 武汉卓尔
吴飞出自湖北青训，2009年加入职业生涯第一支球队湖北绿茵，征战中乙联赛。2009年9月5日，中乙常规赛第六轮，吴飞在湖北绿茵客场对阵宁波华奥的比赛中完成了职业生涯首秀，并取得了零封。2009到2012四年间，吴飞跟随球队完成了两次升级，进入中超联赛，球队也更名为武汉卓尔，但他鲜有上场机会。

### 江西联盛
2013年武汉卓尔从中超降级后，吴飞同其他几名队友加盟了中乙球队江西联盛。2014年，吴飞作为正选门将帮助球队升上中甲联赛，但球队一年后即遭降级。2016赛季在与温智翔的竞争中吴飞失去了主力门将的位置。

### 深圳雷曼人人
2017年，吴飞自由转会加盟了深圳雷曼人人并在中乙联赛中坐稳主力位置。2018赛季结束后，雷曼人人解散
，他与球队解约成为自由球员。

### 武汉三镇
2019年2月15日，吴飞加盟中乙球队武汉三镇。